# Pierre Berton (Journalist)
Pierre Francis de Marigny Berton, CC, O.Ont, (* 12. Juli 1920 in Whitehorse, Yukon; † 30. November 2004 in Toronto, Ontario) war ein kanadischer Autor und Journalist. Berton publizierte mehr als 50 Bücher, darunter viele zur Geschichte Kanadas, Anthologien und Kinderbücher. Darüber hinaus trat er häufig im Fernsehen auf und hat aufgrund seiner Arbeit die kanadische Geschichte einer breiten Öffentlichkeit zugänglich gemacht.

## Leben
Berton wurde 1920 in Whitehorse geboren, wohin sein Vater Frank Berton 1898 infolge des Klondike-Goldrauschs gezogen war. 1921 zog seine Familie nach Dawson City, wo sie bis 1932 blieben. Seine Mutter Laura Beatrice Berton, geborene Thompson, war Lehrerin in Toronto, bevor sie als Leiterin des Kindergartens nach Dawson ging. Pierre Berton arbeitete zunächst wie sein Vater in einer Mine. Als Student an der University of British Columbia arbeitete er an der Studentenzeitung The Ubyssey. Er war später in Vancouver mit 21 Jahren der jüngste Redakteur einer kanadischen Tageszeitung. Im Jahr 1942 wurde Berton im Rahmen der nationalen Mobilmachung zur kanadischen Armee eingezogen und nach der Grundausbildung für die Überseeaktion Go Active eingeteilt. Aufgrund seiner universitären Laufbahn folgte später die Ausbildung zum Offizier. Während des Zweiten Weltkriegs blieb er im Militär und war u. a. Ausbilder im Royal Military College of Canada in Kingston.
Im Jahr 1947 zog Berton nach Toronto, wo er Chefredakteur des Magazins Maclean's wurde. 1957 wurde er wichtiges Mitglied des Vorzeigeprogramms Close-Up der CBC sowie ständiger Diskussionsgast der populären Sendung Front Page Challenge. Im selben Jahr fungierte er als Erzähler der Dokumentation City of Gold, die für einen Oscar nominiert war. 1958 wurde er Kolumnist und Mitherausgeber des Toronto Star und erhielt 1962 seine eigene Fernsehsendung, die bis 1973 lief. Berton interviewte zahlreiche Künstler, Schauspieler und andere Persönlichkeiten, darunter Malcolm X (1965) und Lenny Bruce (1966). 1971 gab ihm sogar Bruce Lee das einzige bekannte TV-Interview. Außerdem war Berton Gastgeber und Autor weiterer Fernsehsendungen.
In den 1980er Jahren wandte sich Berton verstärkt der Tätigkeit als Buchautor zu und wurde vor allem für seine populärwissenschaftlichen Geschichtsbücher bekannt. Berton erhielt 1998 einen Stern auf dem Canada’s Walk of Fame in Toronto und wurde am 5. April 2004 in der Sendung The Greatest Canadian auf Platz 31. der größten Kanadier gewählt. Er erhielt 1994 einen später nach ihm benannte Geschichtspreis (Pierre Berton Award), die von der Canada’s National History Society jährlich verliehen wird.

## Ehrungen
- 1959: Stephen Leacock Medal for Humour
- Governor General’s Awards für: The Last Spike, 1972; Klondike, 1958; The Mysterious North, 1956
- 1977: Queen Elizabeth II Silver Jubilee Medal
- 1978: Nellie Award, bester Radiomoderator
- 1981: Canadian Authors Association Literary Award als Sachbuchautor
- 1982: Canadian Booksellers Award
- 1986: Companion of the Order of Canada[3]
- 2002: Queen Elizabeth II Golden Jubilee Medal

## Werke (Auswahl)
- The Mysterious North: Encounters with the Canadian Frontier,1947-1954. Toronto: McClelland and Stewart, 1956.
- Klondike: The Last Great Gold Rush. Toronto: McClelland and Stewart, 1958. ISBN 0-385-65844-3
- The Secret World of Og. Toronto: McClelland and Stewart, 1961.
- The Cool, Crazy, Committed World of the Sixties. Toronto: McClelland and Stewart, 1966.
- The National Dream. Toronto: McClelland and Stewart, 1970.
- The Last Spike. Toronto: McClelland and Stewart, 1971.
- The Dionne Years: A Thirties Melodrama . Toronto: McClelland and Stewart, 1977.
- The Invasion of Canada. Toronto: McClelland and Stewart, 1980. ISBN 0-316-09216-9
- Flames Across the Border. Toronto: McClelland and Stewart, 1981. ISBN 0-316-09217-7
- Why We Act Like Canadians. Toronto: McClelland and Stewart, 1982.
- The Klondike Quest. Toronto: McClelland and Stewart, 1983.
- Vimy. Toronto: McClelland and Stewart, 1986. ISBN 0-7710-1339-6.
- The Arctic Grail. Toronto: McClelland and Stewart, 1988. ISBN 0-385-65845-1.
- The Great Depression. Toronto: McClelland and Stewart, 1990. ISBN 0-7710-1270-5.
- My Times: Living With History 1917-1995. Toronto: Doubleday Canada, 1995. ISBN 0-385-25528-4.
- The Battle of Lake Erie. Toronto: McClelland and Stewart, 1994, ISBN 0-7710-1424-4.
- Attack on Montreal. Toronto: McClelland and Stewart, 1995. ISBN 0-7710-1419-8.
- 1967: The Last Good Year. Toronto: Doubleday Canada, 1997. ISBN 0-385-25662-0.
- Welcome To The 21st Century. Toronto: Doubleday Canada, 2000. ISBN 0-385-25818-6.
- Marching as to War. Toronto: Doubleday Canada, 2001. ISBN 0-385-25725-2.
- Cats I Have Known and Loved. Toronto: Doubleday Canada, 2002. ISBN 0-385-65938-5.
- The Joy of Writing: A Guide for Writers, Disguised as a Literary Memoir. Toronto: Doubleday Canada, 2003. ISBN 0-385-65997-0.

## Filmografie
- 1957: City of Gold